# Fortaleza de San Carlos de Perote
La Fortaleza de San Carlos de Perote, más conocida como Fuerte de San Carlos, Castillo de Perote, Castillo de San Carlos o Prisión de Perote es una antigua edificación militar del siglo XVIII que se encuentra en la ciudad de Perote en el Estado de Veracruz. Ordenada su construcción por el virrey Joaquín de Montserrat, aunque ejecutada por su sucesor,
Carlos Francisco de Croix, respondió al temor de un posible ataque inglés después de que estos invadieran La Habana en 1762. Durante la guerra de Independencia sirvió de resguardo para los regimientos de España, posteriormente albergó al primer Colegio Militar y se mandó destruir en la década de 1850 sin éxito, para permanecer abandonada hasta la época posrevolucionaria cuando fue habilitada como cárcel estatal hasta 2008 cuando se empezó a acondicionar como museo; sin embargo actualmente no recibe ningún mantenimiento por parte del gobierno.

## Antecedentes
La amenaza que representó la toma de La Habana por los ingleses en 1762, motivó al Virrey de Nueva España Joaquín de Montserrat a solicitar el apoyo de la Corona para organizar la defensa ante un inminente ataque que nunca ocurrió; se fortificó San Juan de Ulúa en la costa, y en tierra firme se ordenó la construcción de otra fortaleza que impidiera la toma de ciudades como Puebla y México. A un año de la invasión de La Habana llegó a Veracruz el Brigadier de Ingenieros Manuel de Santiesteban quien de inmediato se dio a la tarea de hacer un reconocimiento de las fortificaciones del puerto y del terreno interior a sus alrededores, para la defensa del interior escogió la llanura al norte de la montaña del Cofre zona que era atravesada por la ruta que conducía a México desde Veracruz vía Orizaba y Xalapa cercana de la villa de Perote. El edificio tardo siete años en construirse siendo terminado en 1777 por el Virrey Antonio María de Bucareli y Ursúa.

## Sitio de hechos históricos y recinto carcelario

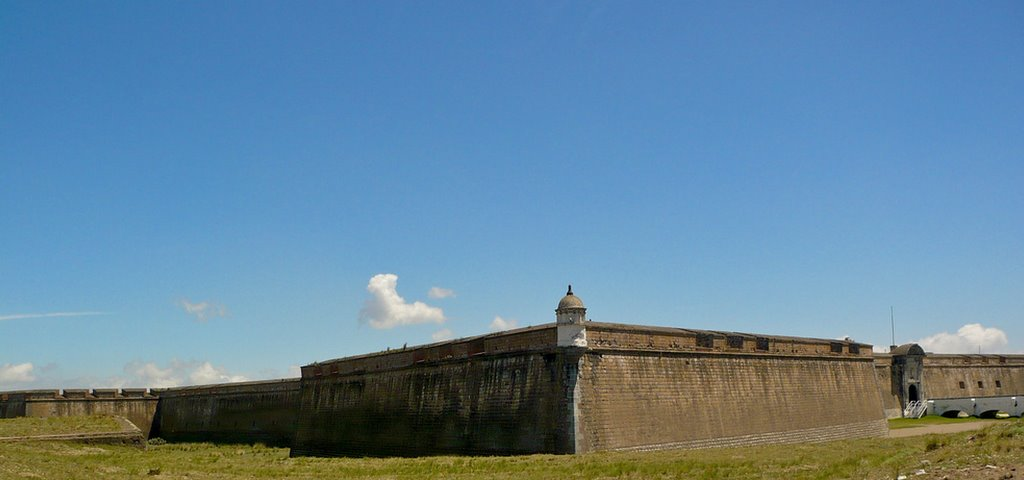
La fortaleza de San Carlos de Perote.

- En el Castillo de Perote murió el segundo gobernador español de California, el coronel Don Pedro Fages, el 26 de diciembre de 1794.
- En el Castillo de Perote estuvo prisionero Fray Servando Teresa de Mier capturado en Soto la Marina junto con Xavier Mina, independentistas y partidarios de la Constitución de Cádiz.
- El 9 de octubre de 1821 es transferido al Primer Imperio Mexicano.
- Como consecuencia de la sublevación de colonos de Tejas (nombre original) muchos de los rebeldes fueron hechos prisioneros en 1835, siendo enviados a Tampico, luego a Veracruz y de allí al Castillo de Perote, en 1836, permaneciendo hasta 1838 muchos de ellos, solo entonces pudieron regresar a la independiente Texas.
- En el Castillo de Perote murió en la enfermería el primer presidente de México Guadalupe Victoria el 21 de marzo de 1843 según consta en archivos existentes en el propio castillo.
- Durante la Primera intervención estadounidense en México, las tropas invasoras lo usaron como guarnición para desde ahí controlar a la guerrilla que los hostigaba.
- En la guerra entre liberales y conservadores, el general Miguel María de Echegaray efectuó ahí una matanza de liberales el 16 de noviembre de 1858.
- En la Intervención Francesa de 1863 se intentó volar el castillo para que no lo utilizaran los invasores colocando muchos quintales de pólvora, sin embargo, al hacer explosión el edificio de la fortaleza resultó intacto, no en cambio el pueblo de Perote que recibió los efectos de la explosión causando el derrumbe de varias casas.Escaleras de caracol de acceso a la cisterna.

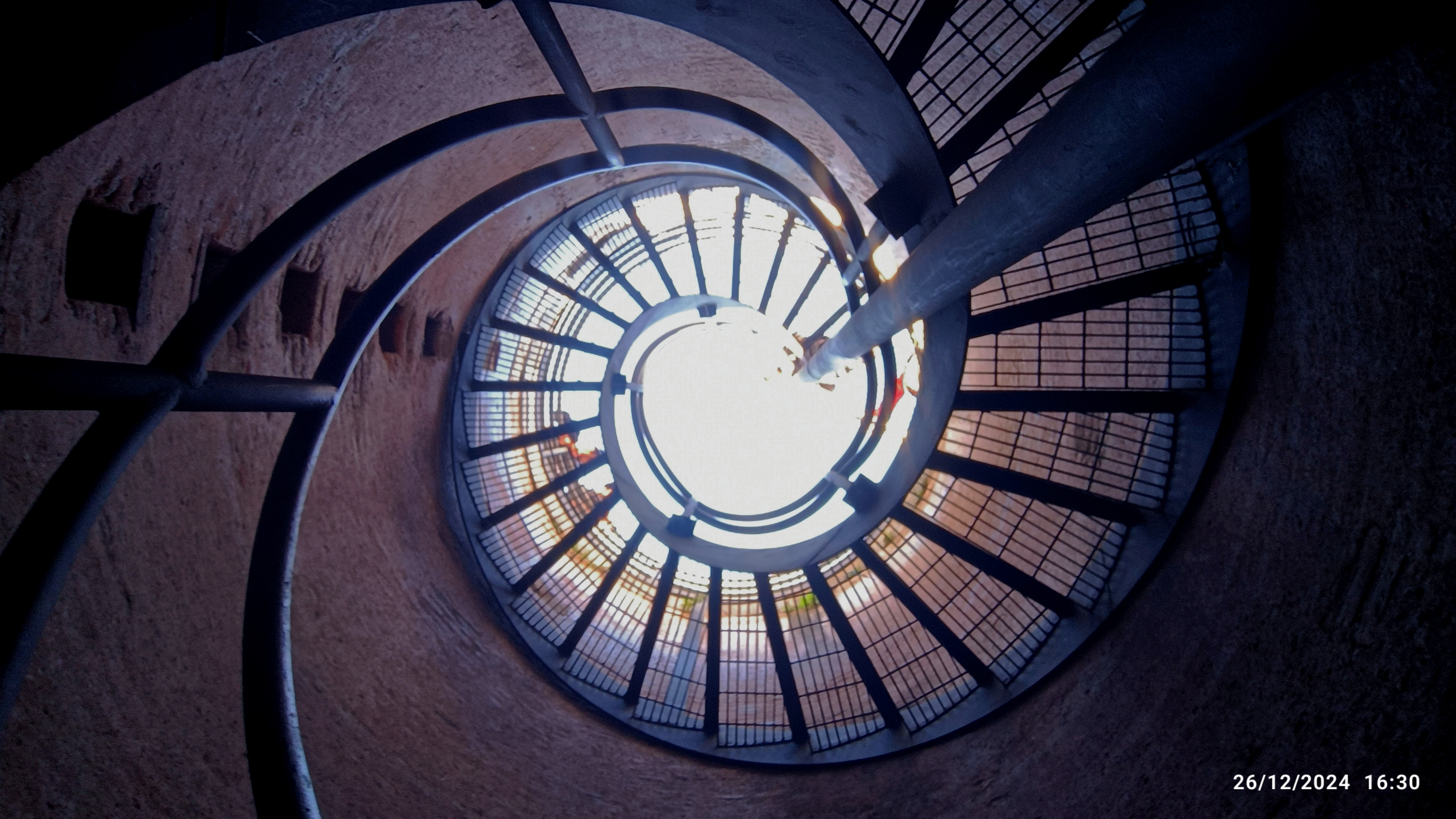
Escaleras de caracol de acceso a la cisterna.

- En mayo de 1868 la guarnición del castillo o fortaleza se levantó en armas contra el Presidente Benito Juárez, cuando hizo patente su propósito de reelegirse, idea que no fue del agrado de muchos liberales. El levantamiento lo encabezó el Comandante Mendoza, por lo que Juárez envió tropas para reprimir a la guarnición, lográndolo. Mendoza sería fusilado.
- Al inicio del siglo XX fue usado como cárcel por los gobiernos revolucionarios.
- Al final de la Segunda Guerra Mundial se utilizó como centro de concentración de extranjeros de los países del Eje y de algunos prisioneros alemanes e italianos.
- A partir de 1949 debido a sus características se comenzó a emplear como cárcel estatal hasta el año 2007.

## Leyenda
Existe una tradición oral sobre las estatuas que se encuentran en el acceso de la fortaleza, ataviadas con el uniforme de la infantería española de la segunda mitad del siglo XVIII. 

... Fuerte de Figueras, hermosa fortificación bastionada, emplazada a corta distancia de la población que le dio nombre y alejado solamente a unos 15 kilómetros de la línea fronteriza con Francia.

Cuéntase, que una mañana del mes de abril de ese año de 1793, al practicar la ronda de acostumbrado paseo para darse cuenta de las novedades ocurridas durante la noche, descubrió los cadáveres de dos de los soldados de la guarnición del Castillo, que yacían por tierra, atravesados mutuamente por sus bayonetas, en las cercanías de la entrada principal.
Abierta la averiguación correspondiente a casos como éste, se llegó al conocimiento de los hechos siguientes:
Los dos soldados llevaron en vida, respectivamente, los nombres de Francisco Ferrer y Jaime Castells, ambos de origen catalán; eran rivales en amor, pues ambos amaban a la misma mujer, la hermosa “Olalla de Olot” y estando de guardia en el Castillo, al hacer su último cuarto de centinela, durante el paseo se encontraron y tal vez sin mediar palabra, impulsados por los celos, se atacaron mutuamente con furia e hiriéndose mortalmente. Sus cuerpos, atravesados los pechos por las bayonetas, cayeron enlazados en un abrazo eterno, permaneciendo así hasta que fueron descubiertos.
El delito cometido por estos hombres, que abandonaron su importante servicio, poniendo en peligro la integridad del Castillo, por una parte, y la existencia de todo el Cuerpo de Ejército, por la otra, al dejar sin vigilancia el punto encomendado a su cuidado, por dirimir una cuestión completamente personal, estaba castigado en los Códigos militares con la pena de muerte, sentencia que ya no era posible cumplir.
En vista de todo esto para servir de ejemplo al resto de las tropas españolas y buscando no se volviera a cometer delitos de esta índole, el Rey Carlos IV ordenó que sus figuras, esculpidas en piedra, fueran colocadas para siempre en una de las fortalezas del Nuevo Mundo, para que desempeñaran de manera perpetua el servicio de centinela, que tan mal habían ejecutado la noche de su muerte.
En cumplimiento de este ordenamiento, en uno de los últimos años del siglo XVIII, llegaron a Veracruz las dos groseras estatuas de piedra, representando a los soldados Ferrer y Castells, ataviados con el uniforme de la Infantería Española y el fusil en la posición de descanso.

Días después de su arribo, quedaron colocados a uno y otro lado de la puerta principal de entrada del Castillo de San Carlos de Perote, lugar destinado por el Virrey de Nueva España, para que se cumpliera la terrible sentencia.